# Sphaerellothecium stereocaulorum
Sphaerellothecium stereocaulorum är en lavart som beskrevs av Zhurb. & Triebel 2008. Sphaerellothecium stereocaulorum ingår i släktet Sphaerellothecium och familjen Mycosphaerellaceae.   Inga underarter finns listade i Catalogue of Life.